# Сухоногово (деревня, Костромская область)
Сухоногово - посёлок в Костромском районе Костромской области. Входит в состав муниципального образования Чернопенское сельское поселение. Находится в пригородной зоне Костромы.

## Географическое положение
Расположена в юго-западной части области.

## История
С 30 декабря 2004 года Сухоногово входит в образованное муниципальное образование Чернопенское сельское поселение.

## Население
| 2008 | 2010 | 2014 |
| ---- | ---- | ---- |
| 0    | ↗16  | ↘0   |

## Инфраструктура
Школьники прикреплены к МОУ Чернопенская средняя общеобразовательная школа в пос. Сухоногово.

## Транспорт
Автодорога с выездом на федеральную трассу Р-132 «Золотое кольцо» (бывшая Р-600 «Кострома-Иваново»).
Остановка общественного транспорта «Лыщёво».